# Піддобрянка
Піддобрянка (біл. Паддабранка) — селище в Гомельському районі Гомельської області. Входить до складу Марковицької сільради.
У 1926-1927 і 1938-1954 роках Центр Піддобрянської сільради.
Селище розташоване на білорусько-українському кордоні, межує з українським селищем Добрянка.

## Відомі люди

### Народилися
- Олександр Родін (нар. 1975) — український композитор, музикант, актор, художник.